# Lürssen

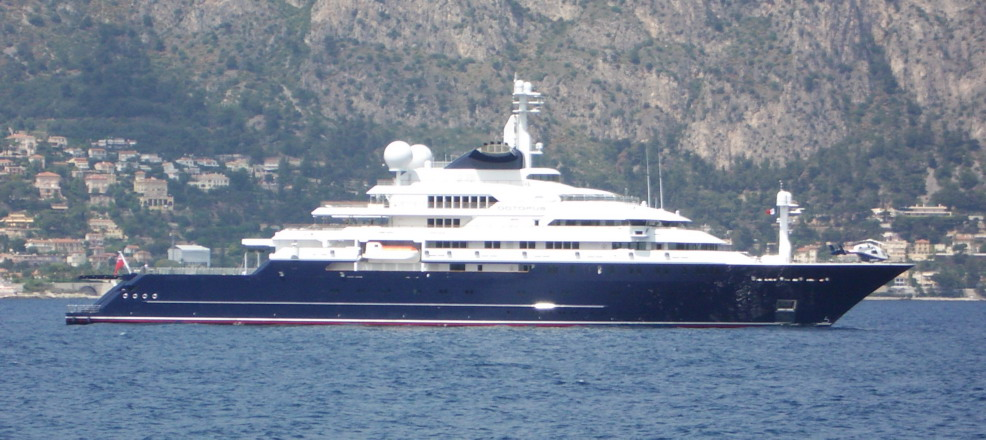
Octopus, byggd av Lürssen åt Paul Allen.

Lürssen är ett varv i Bremen som grundades 1875.

## Allmänt
Varvet blivit känt för sin tillverkning av militära snabbåtar och lyxyachter, såsom Paul Allens Octopus och Larry Ellisons Rising Sun. Förutom i Bremen har man verksamheter i Rendsburg, Bardenfleth och Wilhelmshaven.

## Galleri

### Yachter

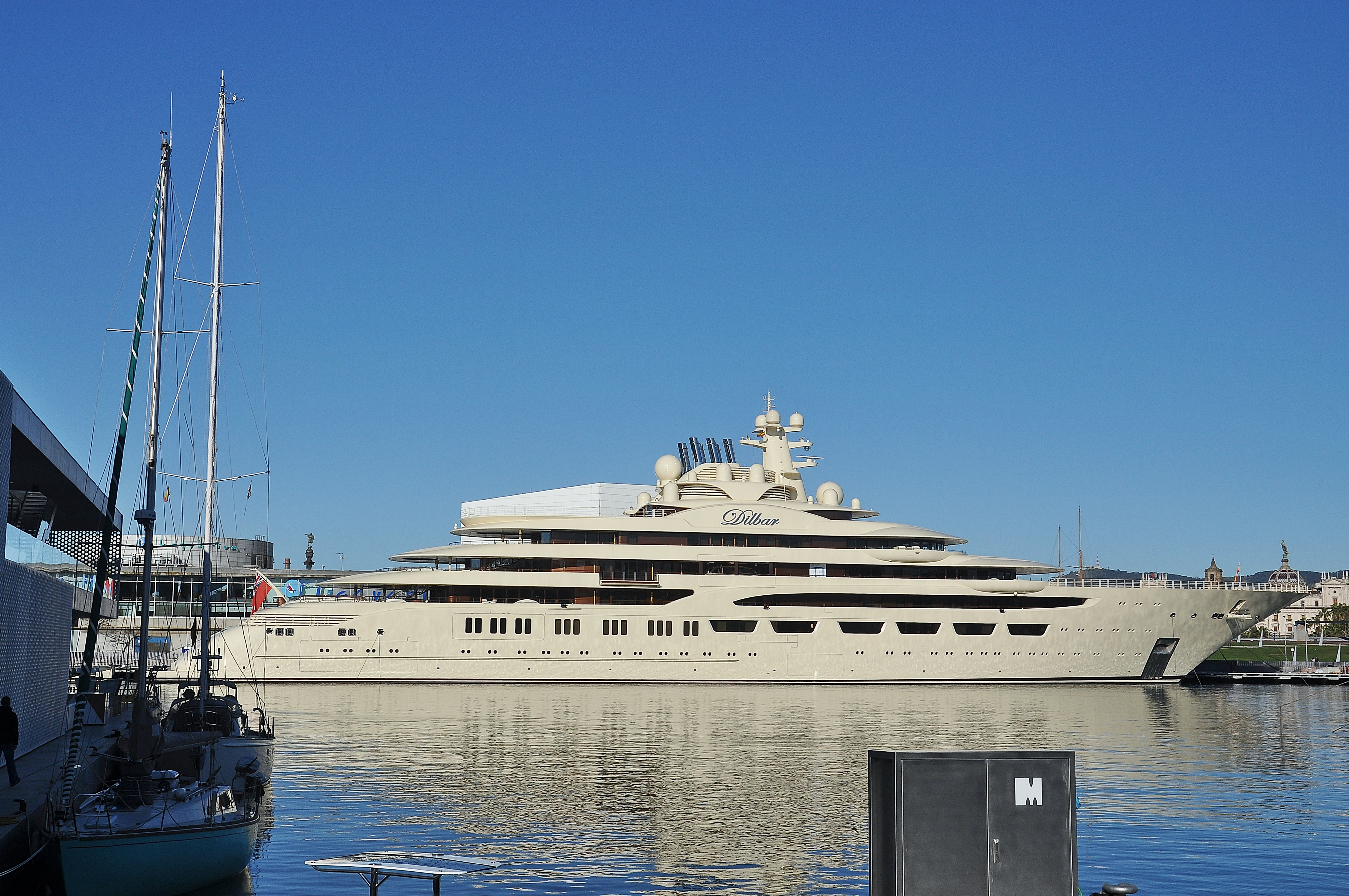
Dilbar
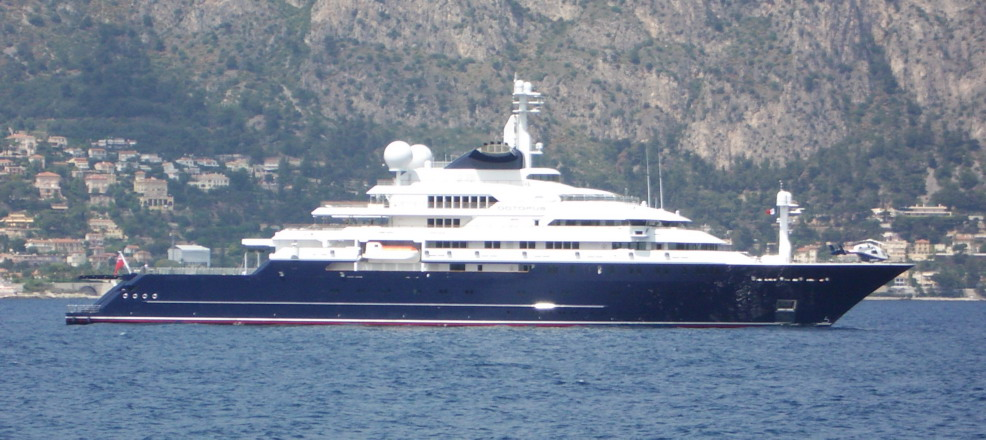
Octopus
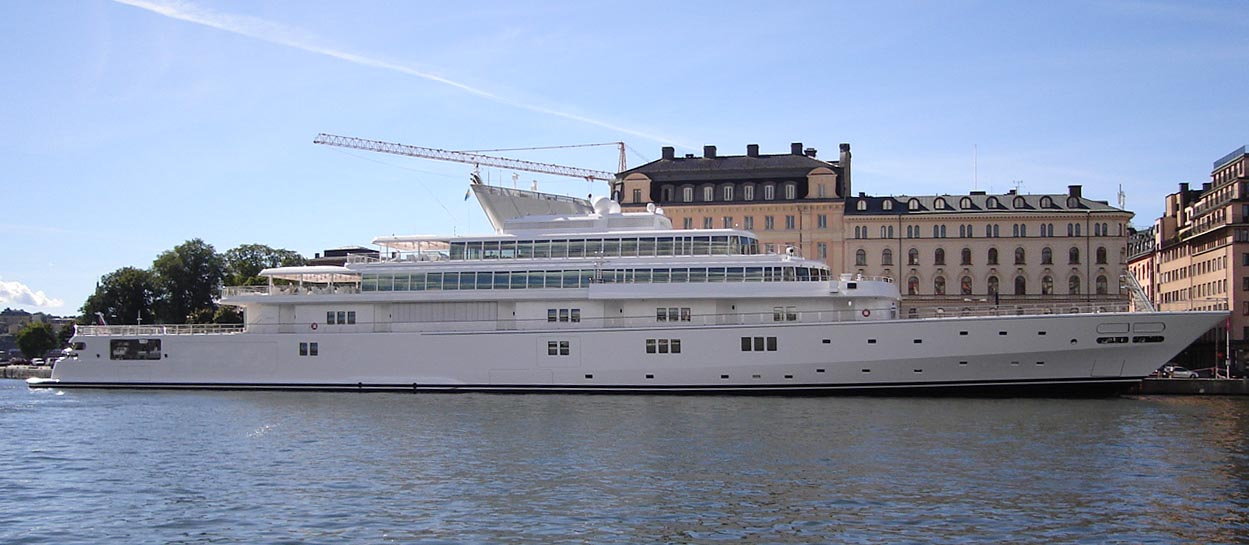
Rising Sun
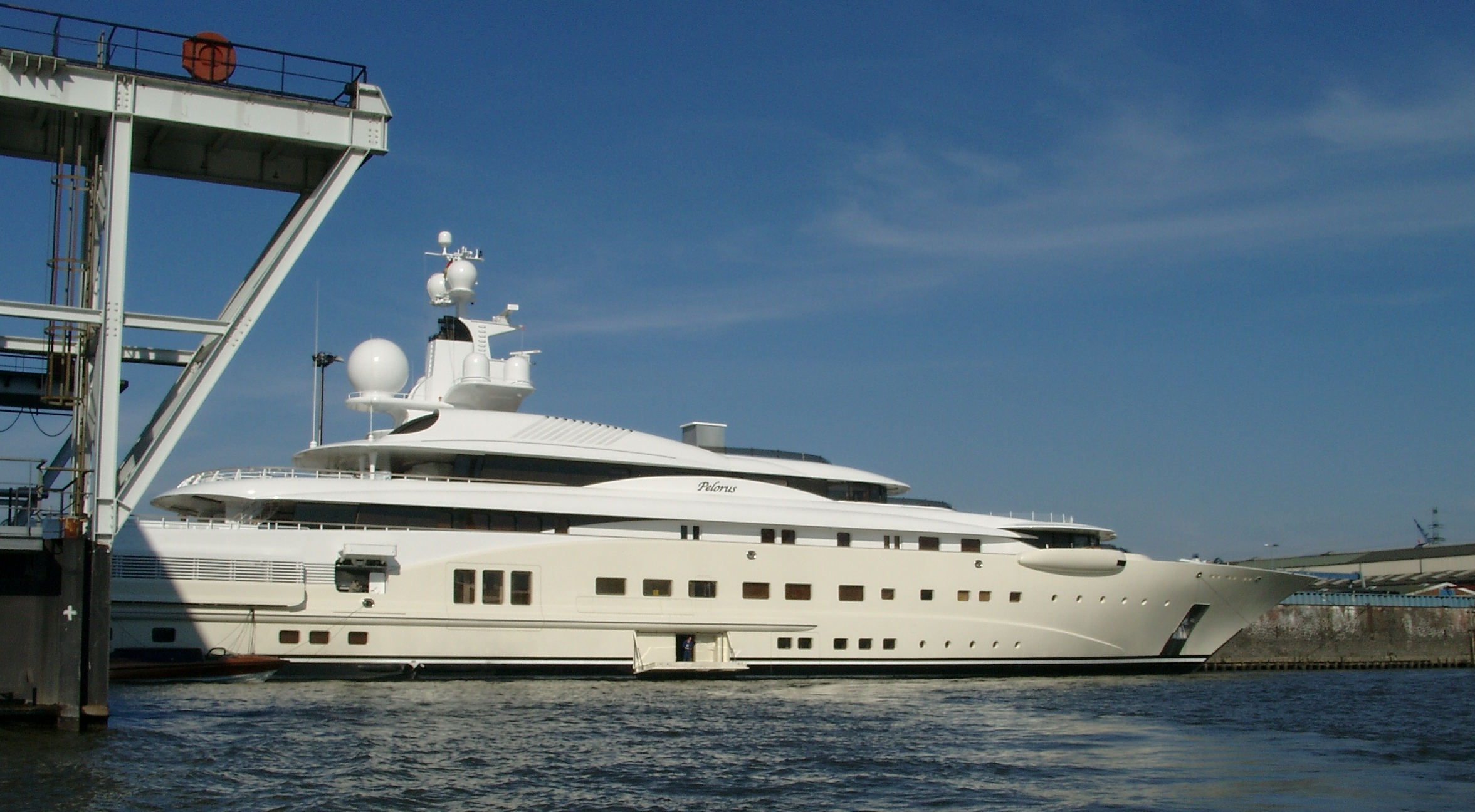
Pelorus
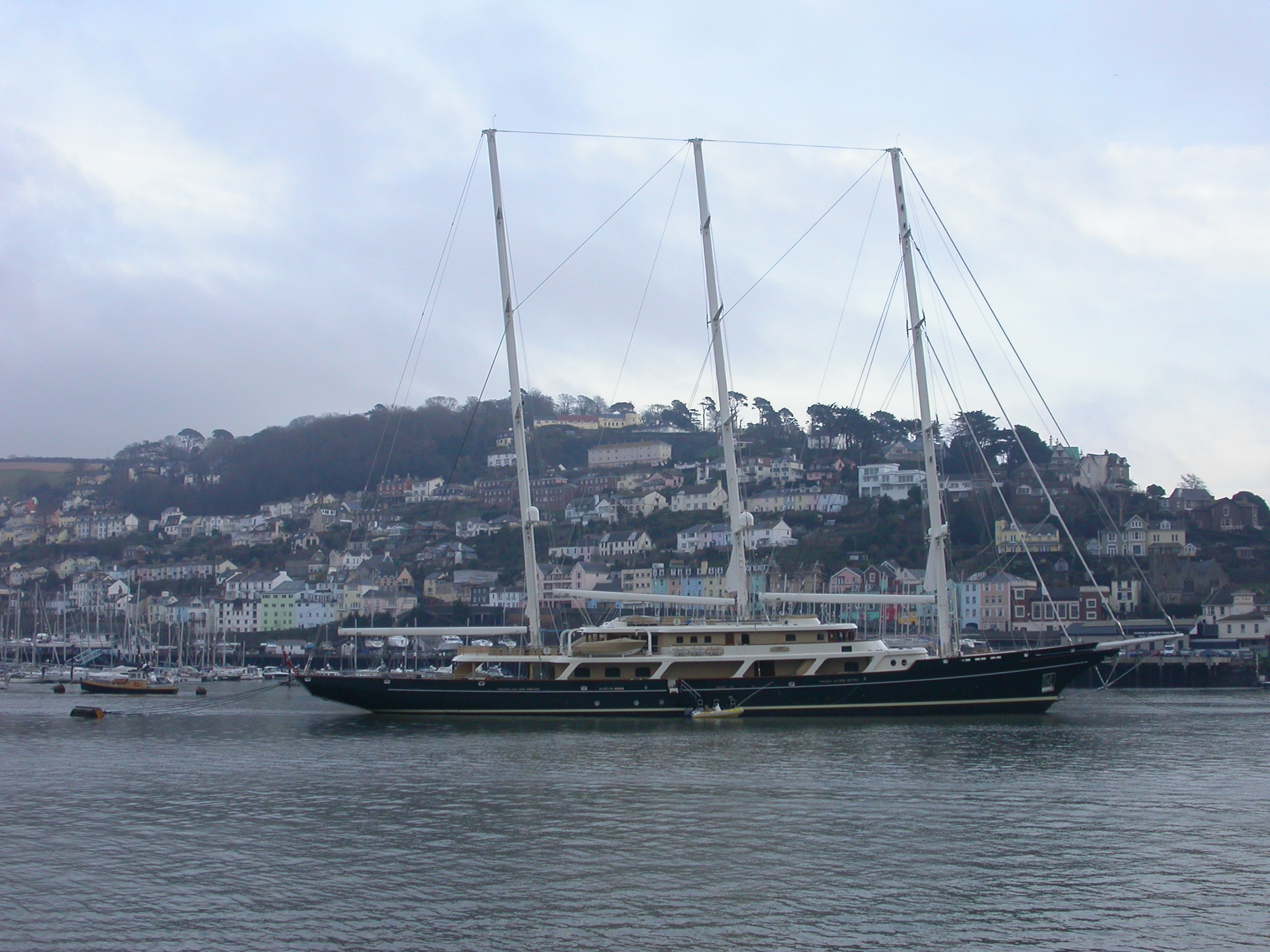
Eos
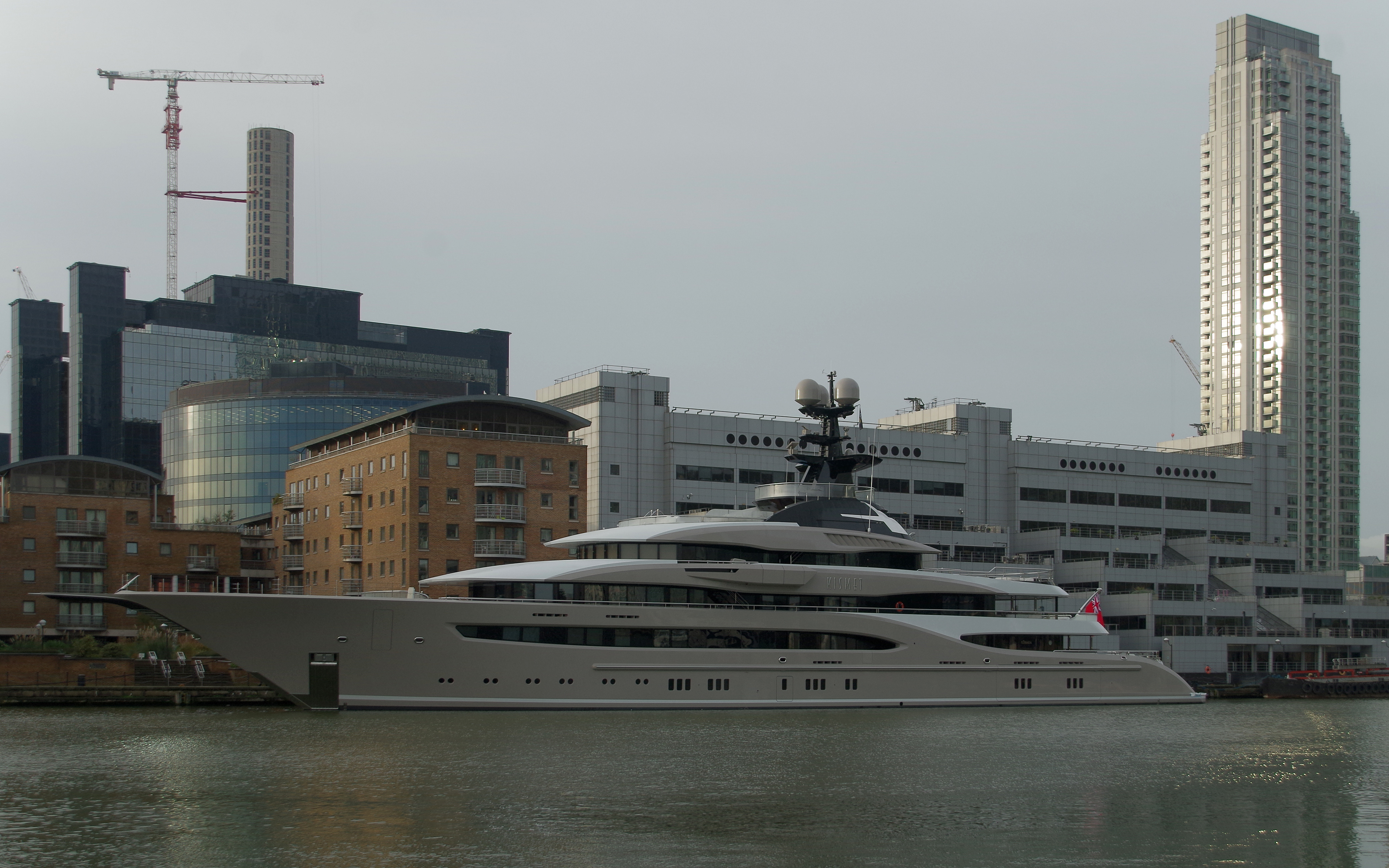
Whisper tidigare Kismet
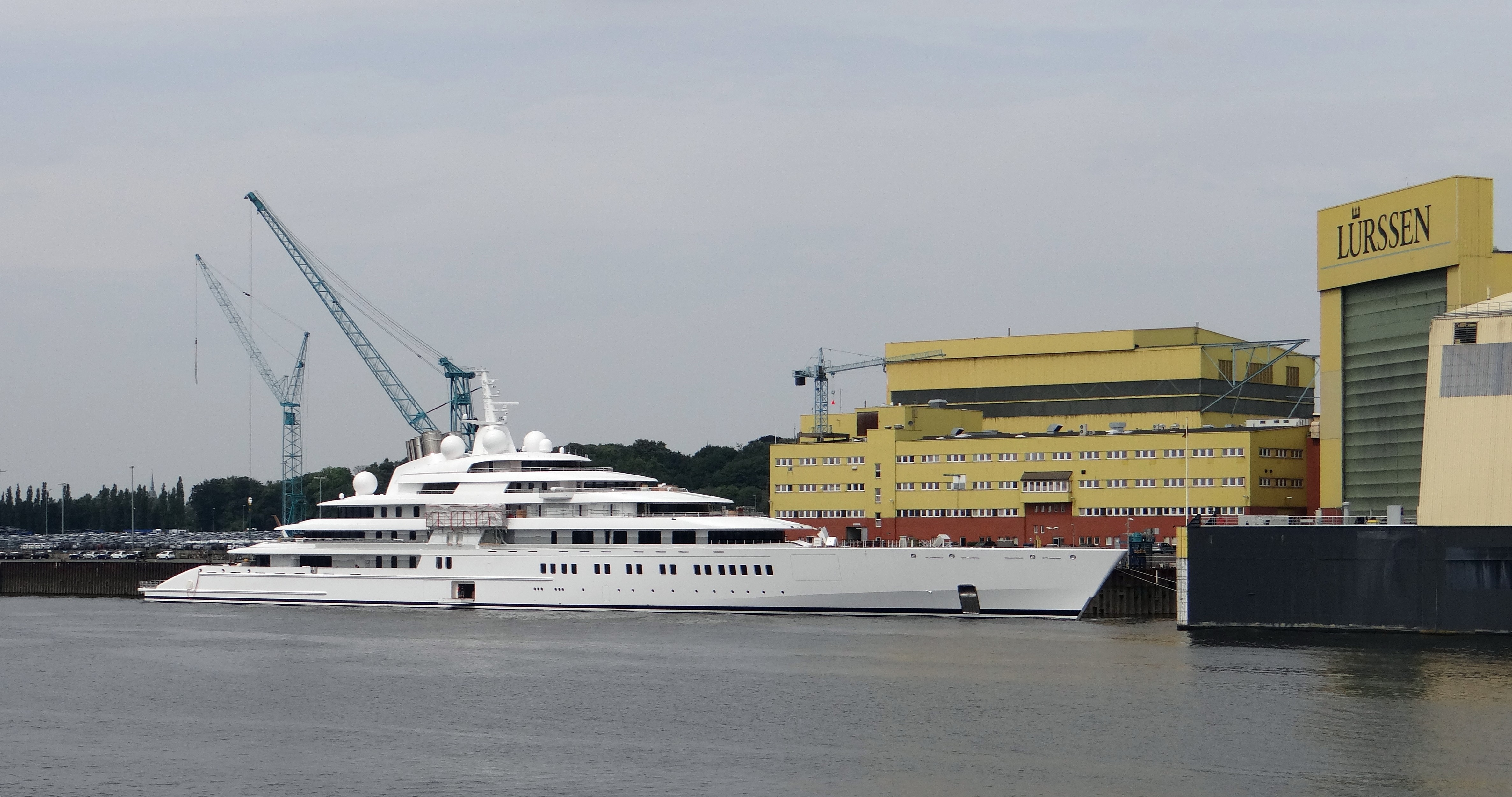
Azzam
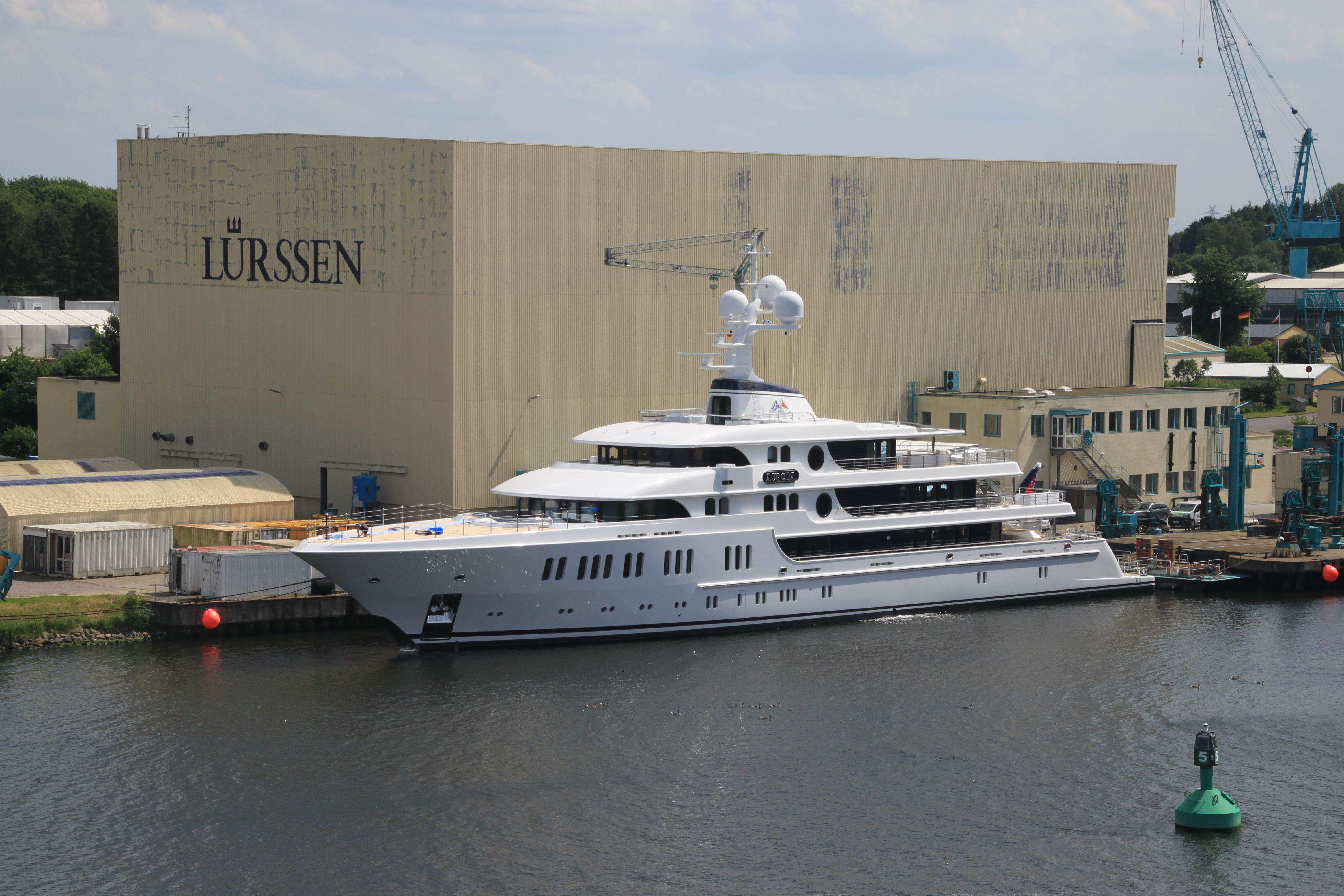
Aurora
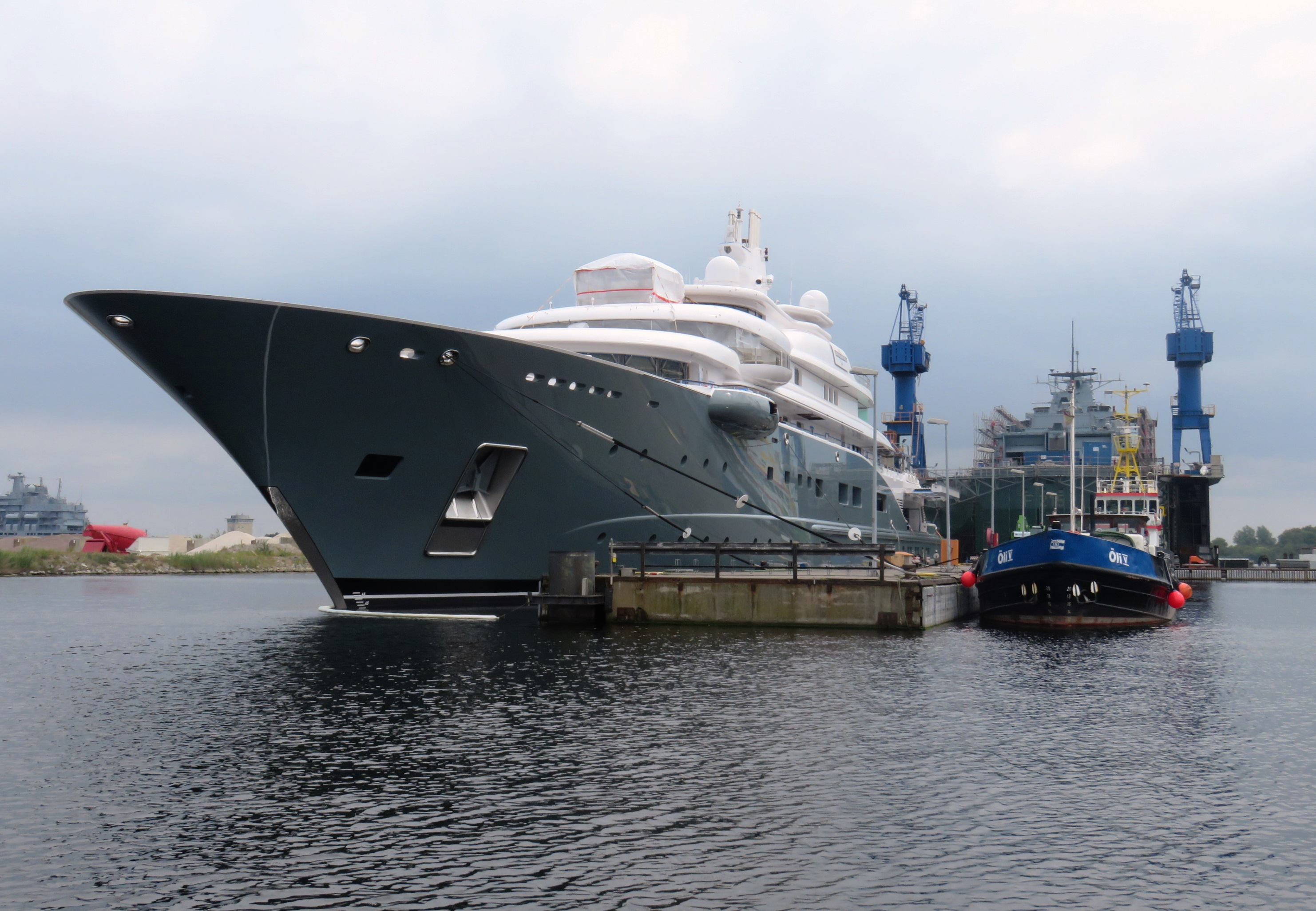
Radiant

### Militära fartyg

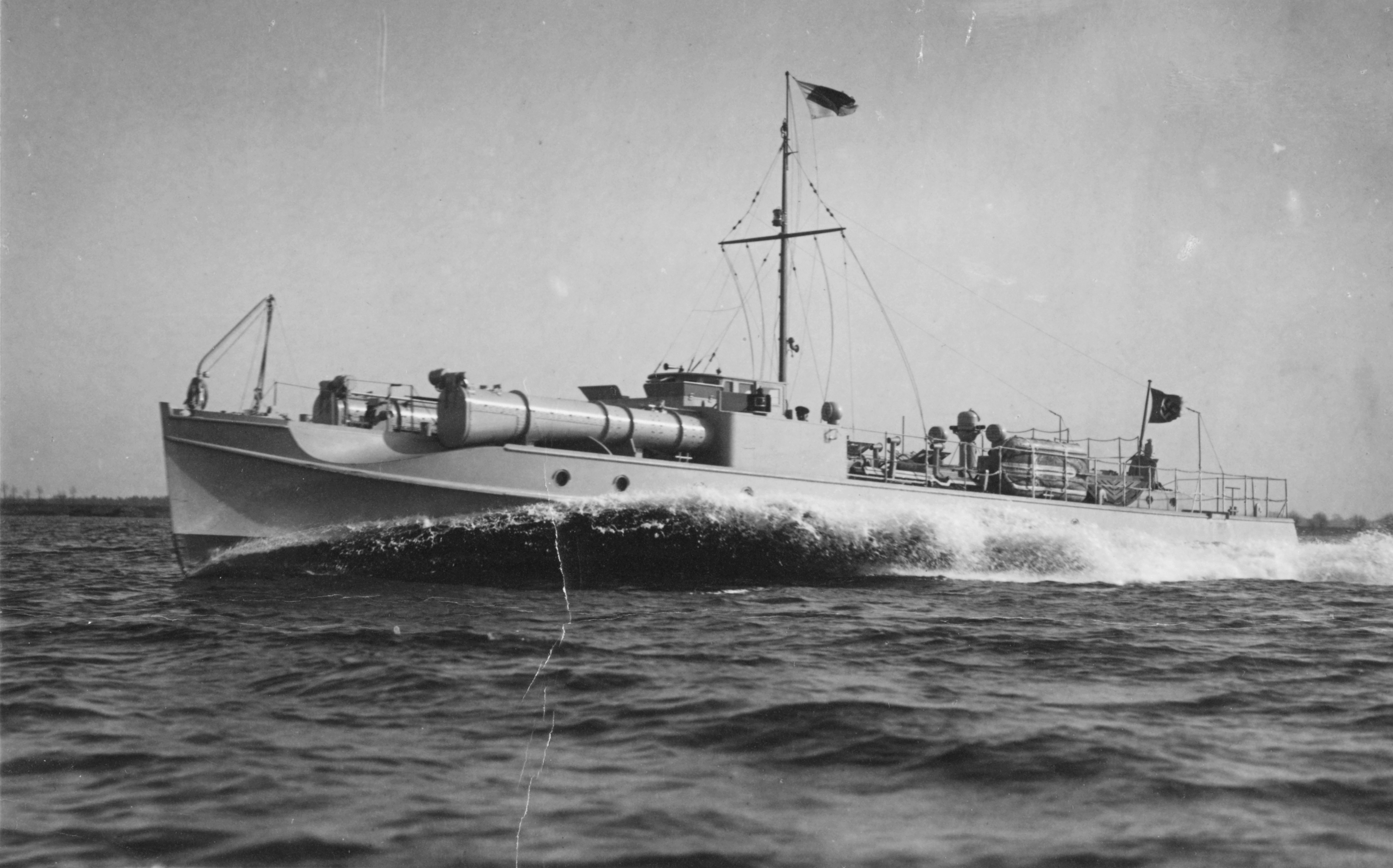
E-boat
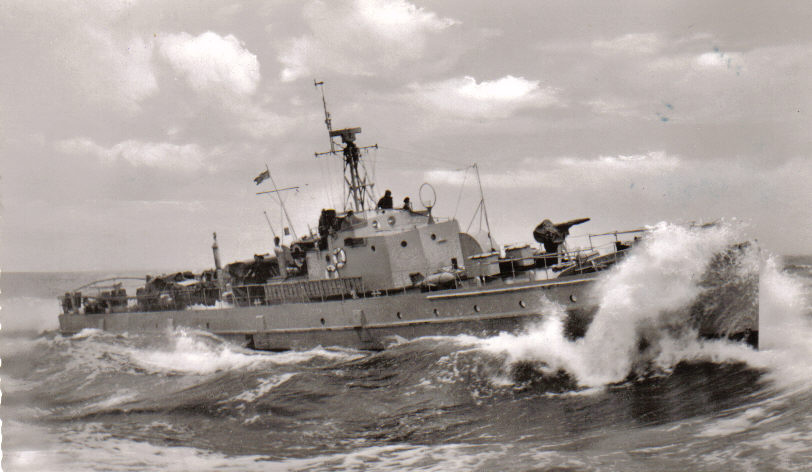
R boat
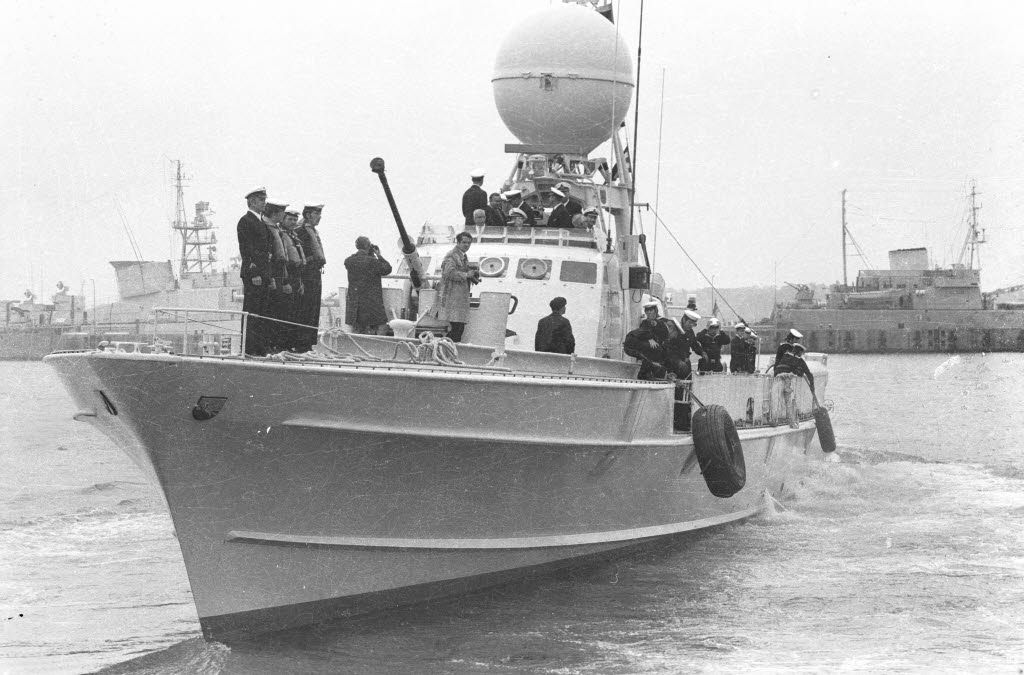
Zobel class
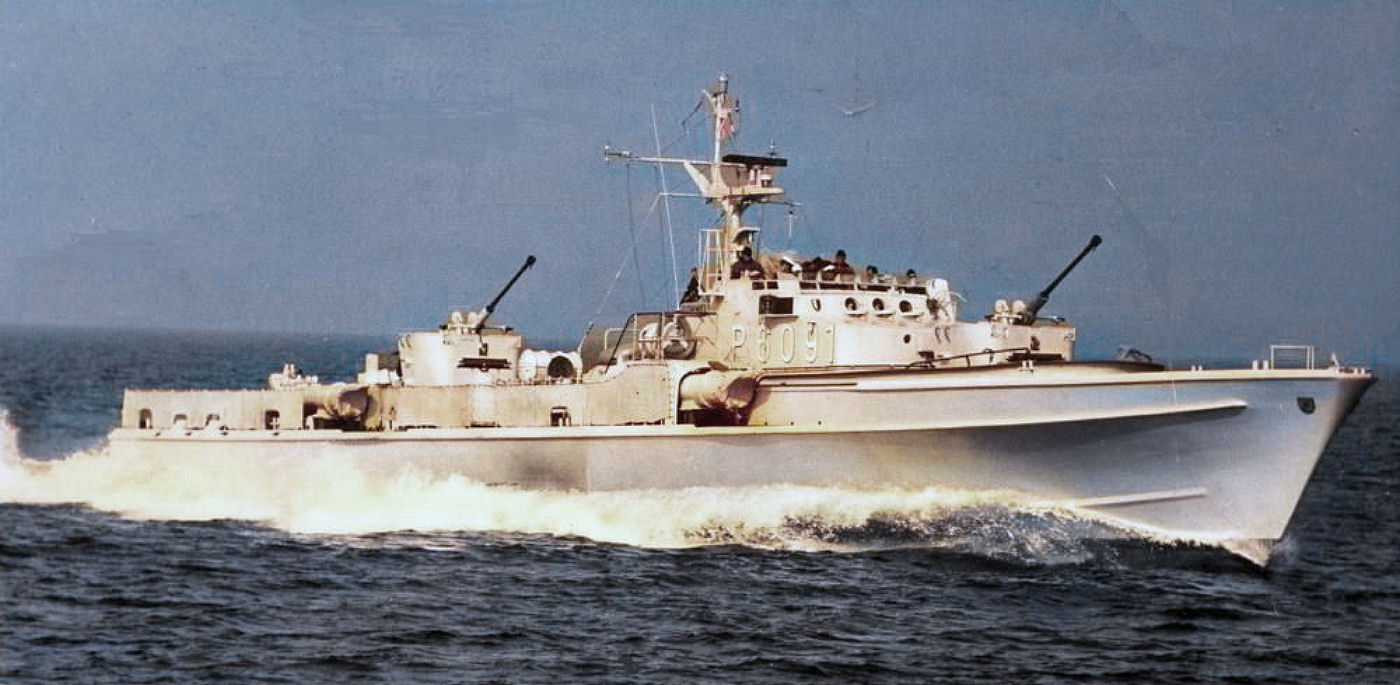
Jaguar class
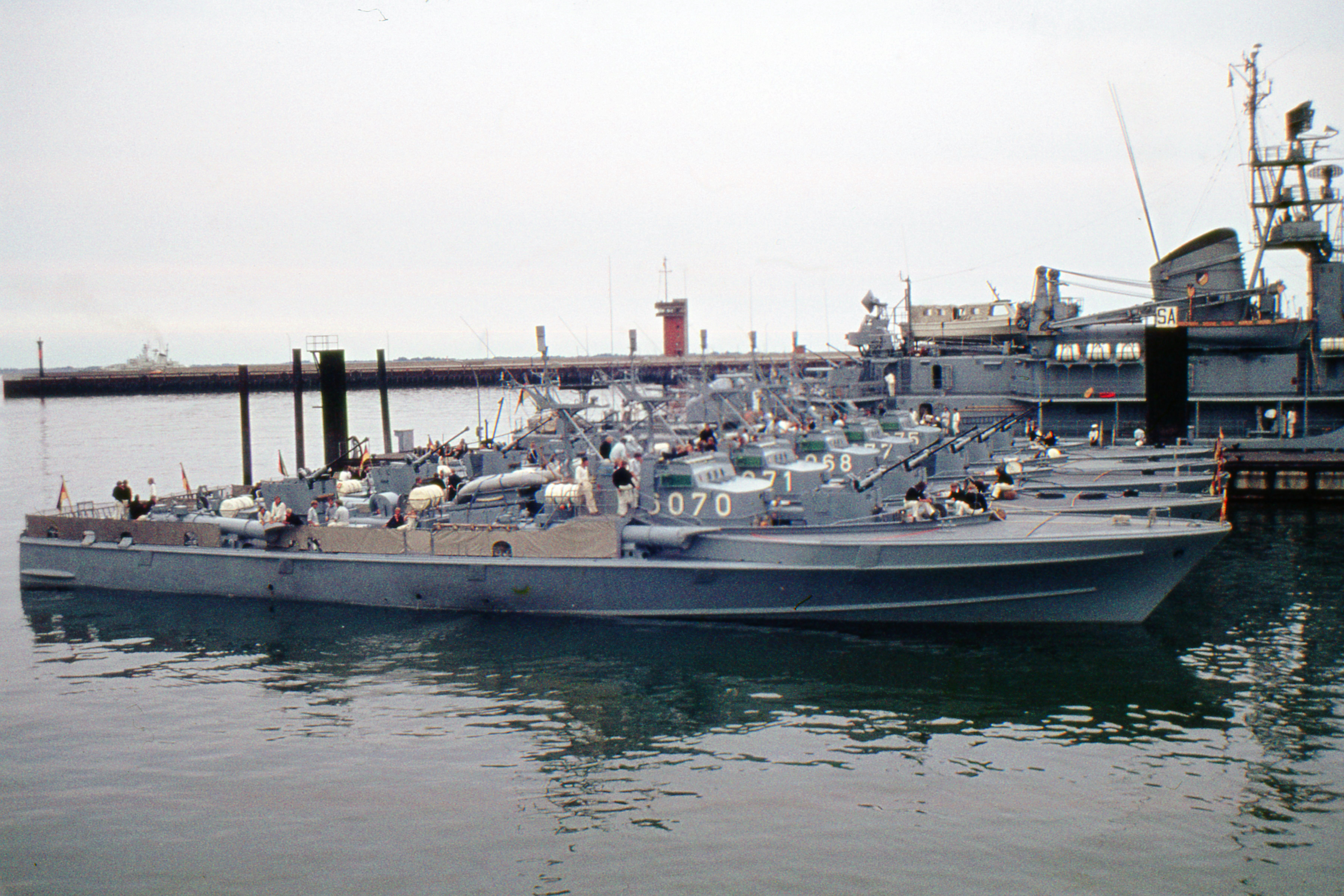
Seeadler class
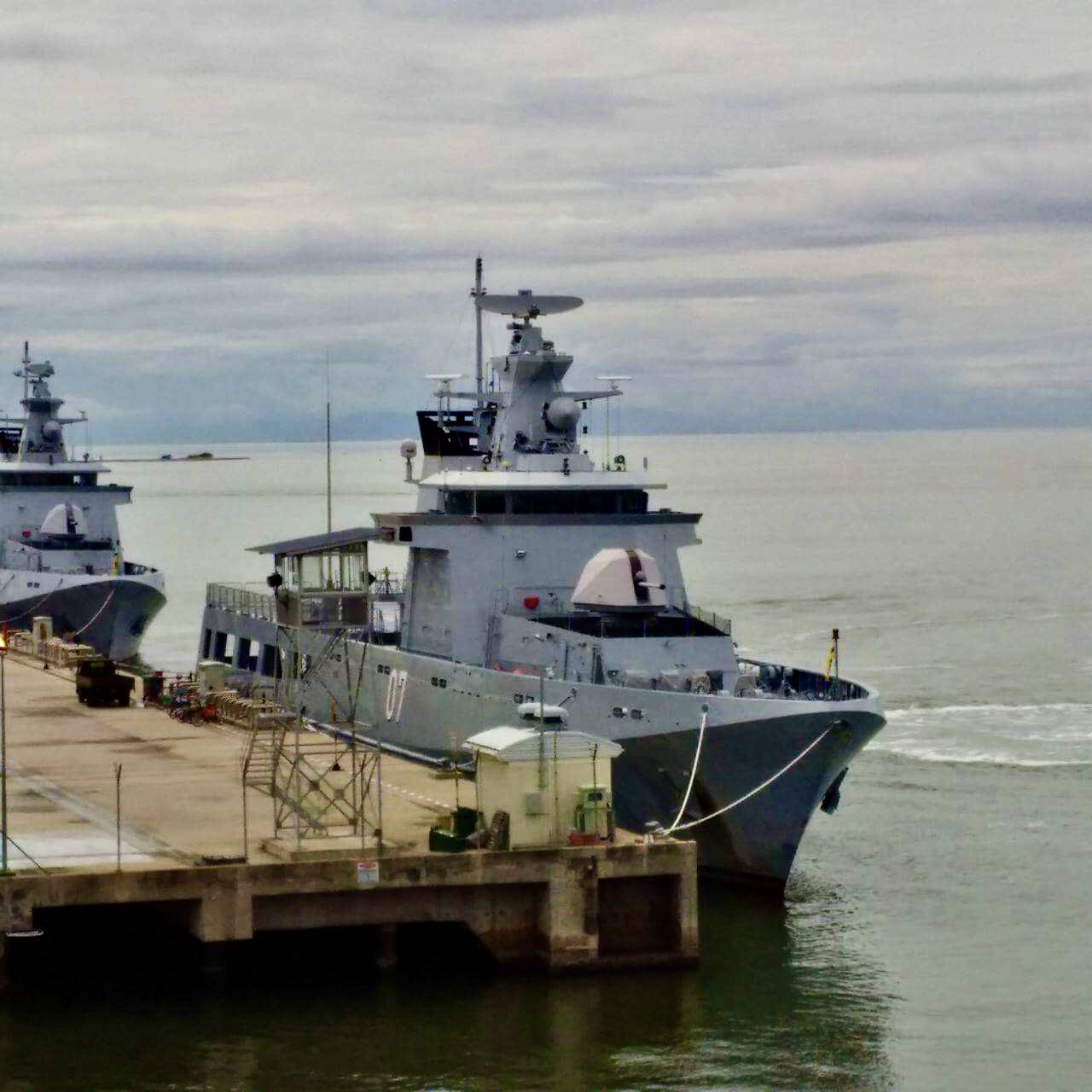
Darussalam class
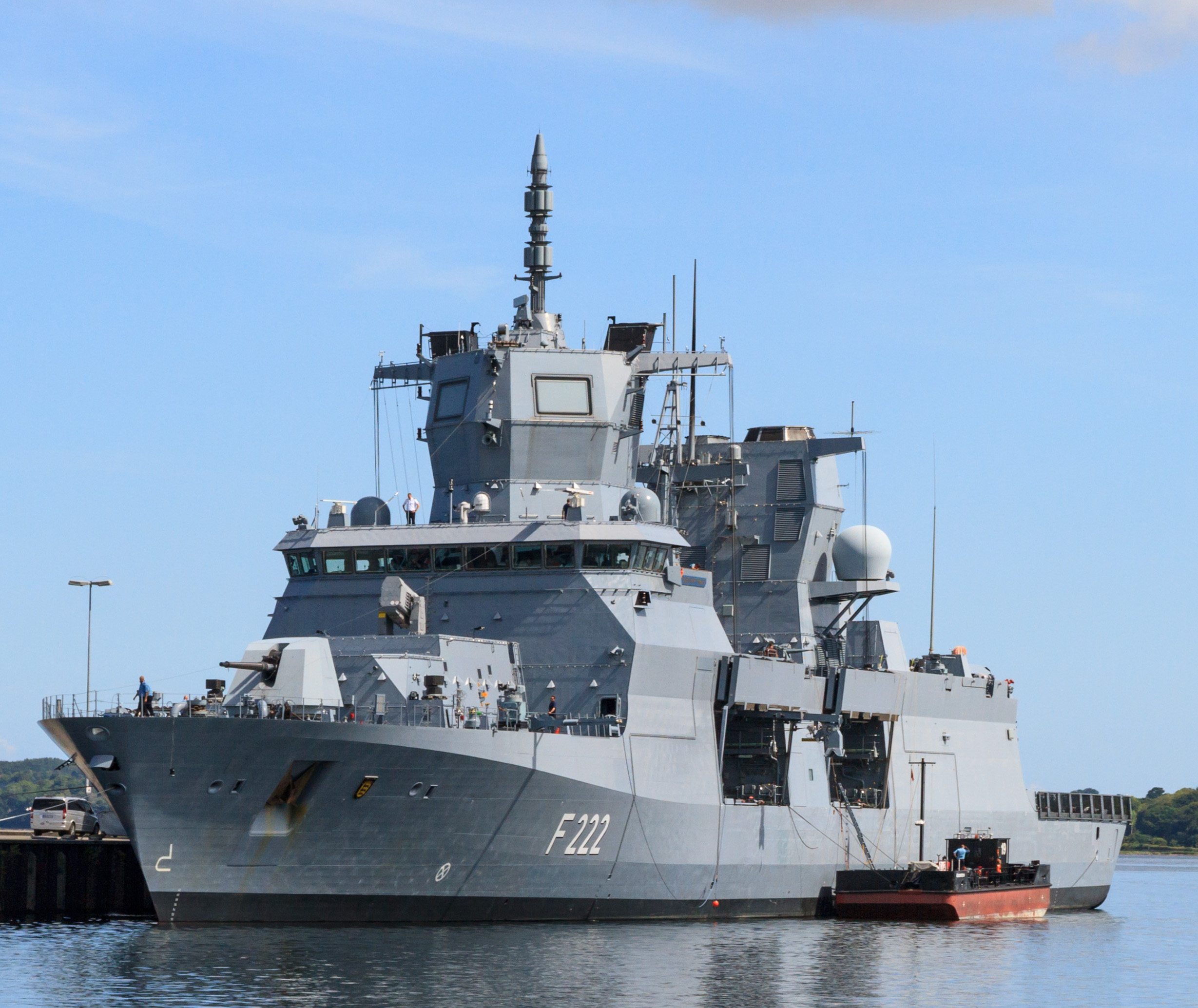
Baden-Württemberg class
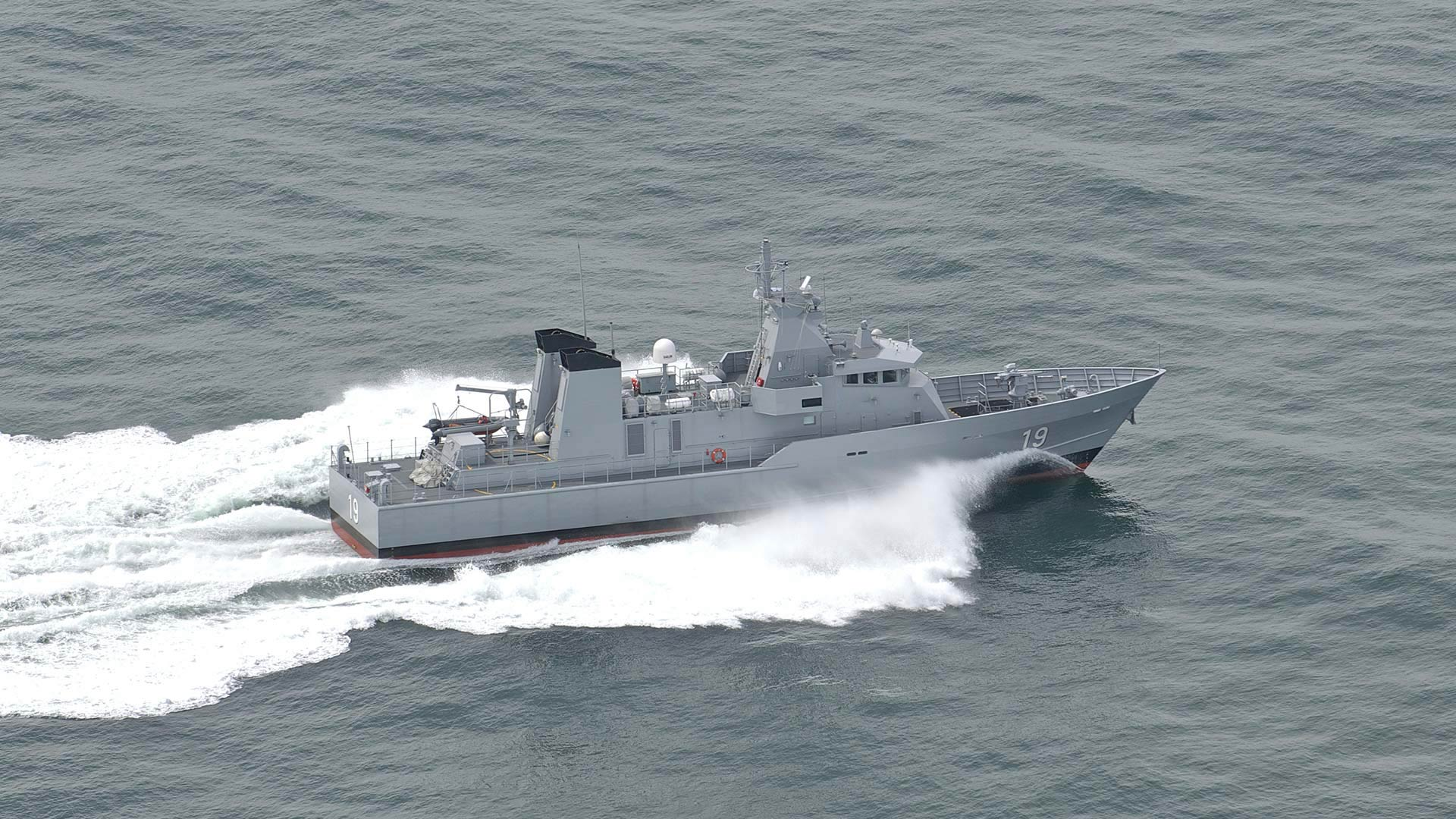
Ijtihad class
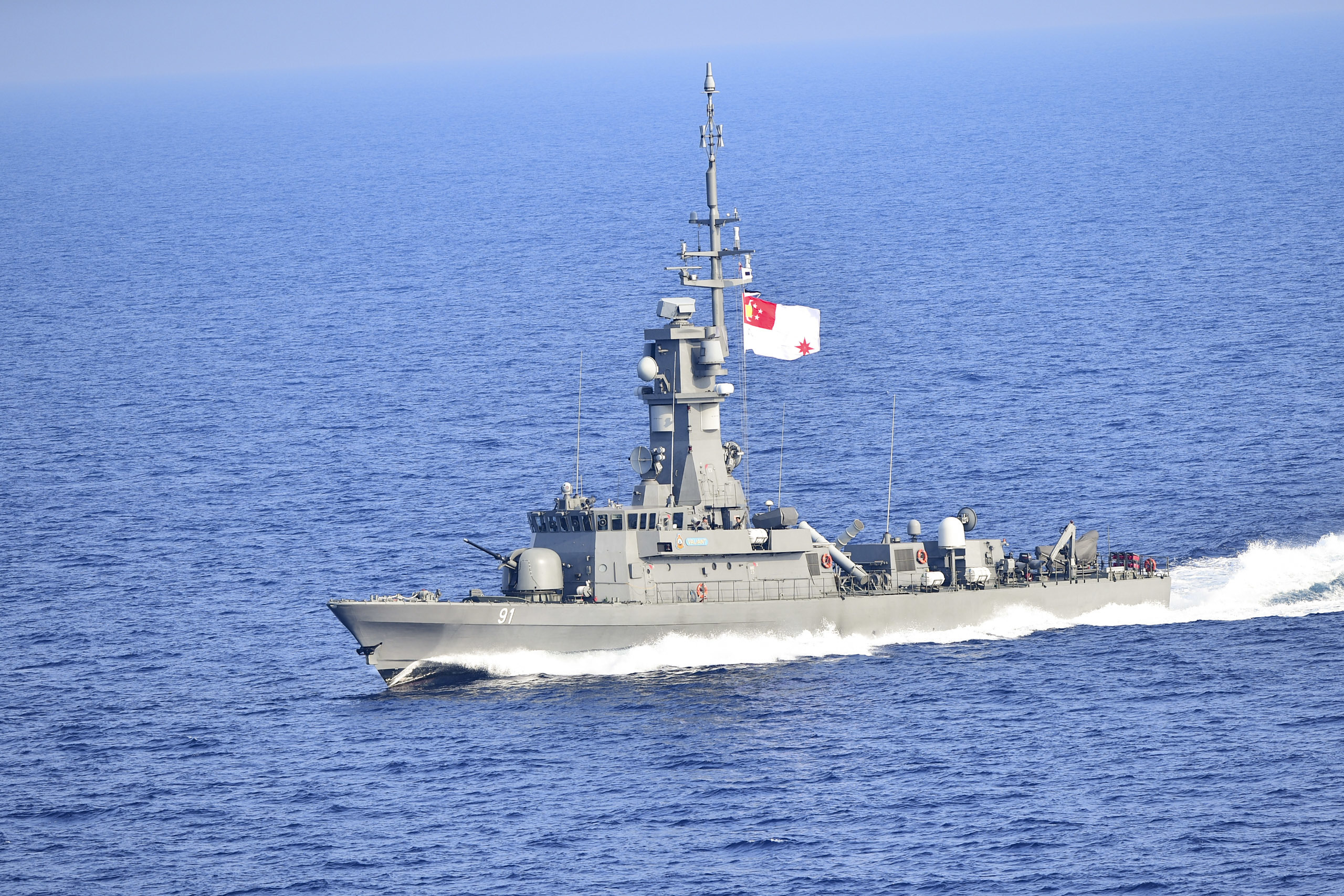
Victory class
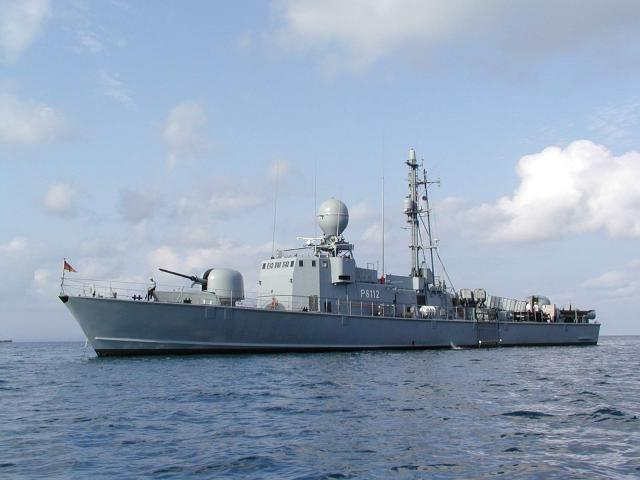
Albatros class
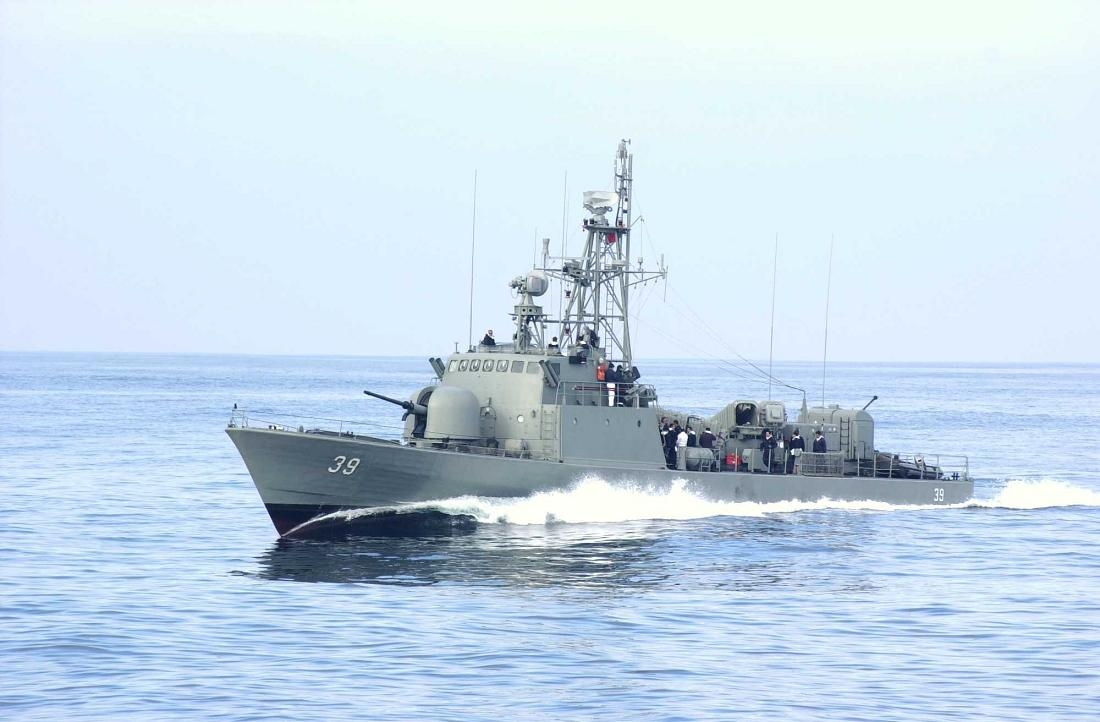
Tiger class
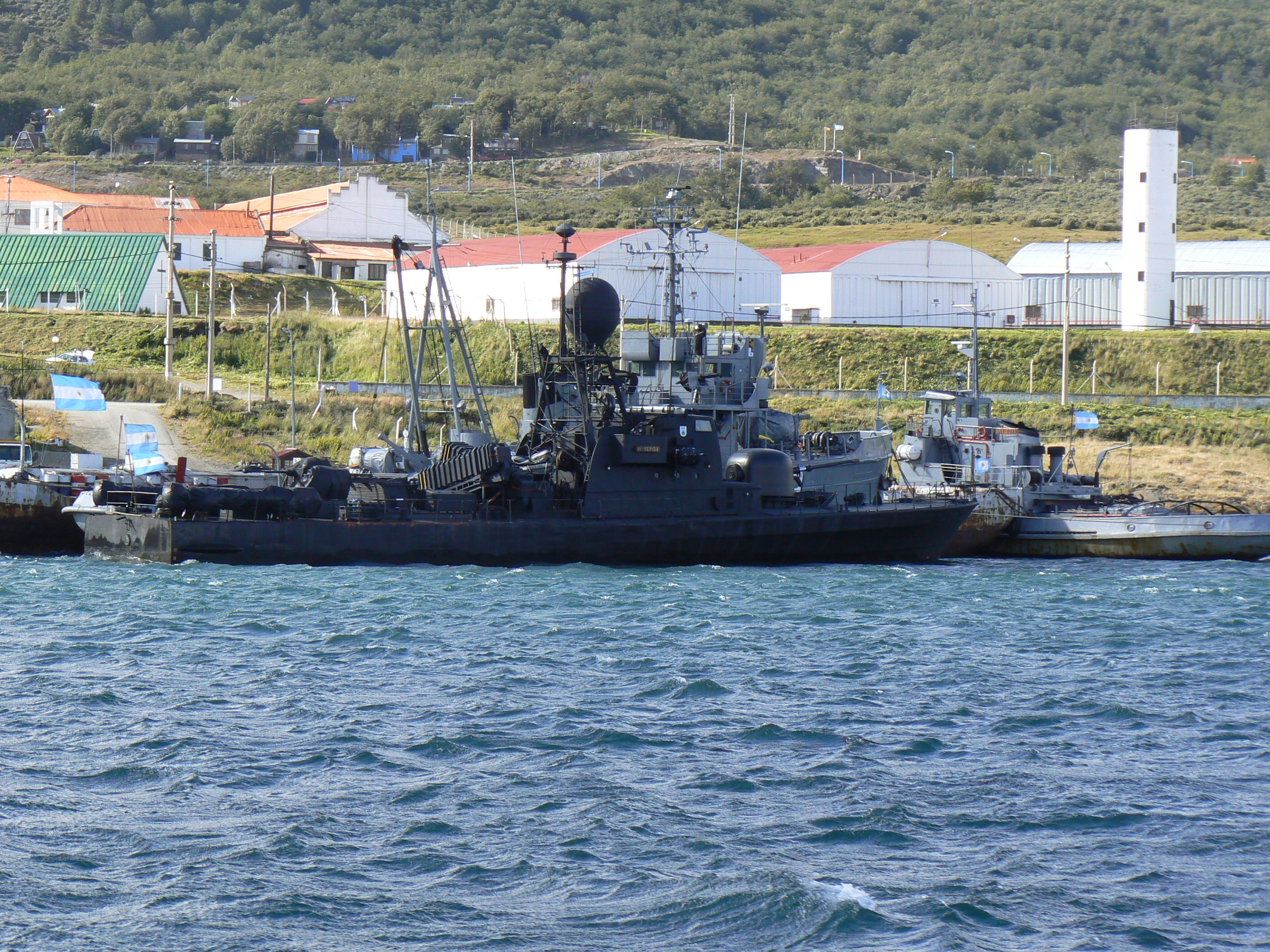
Intrépida class
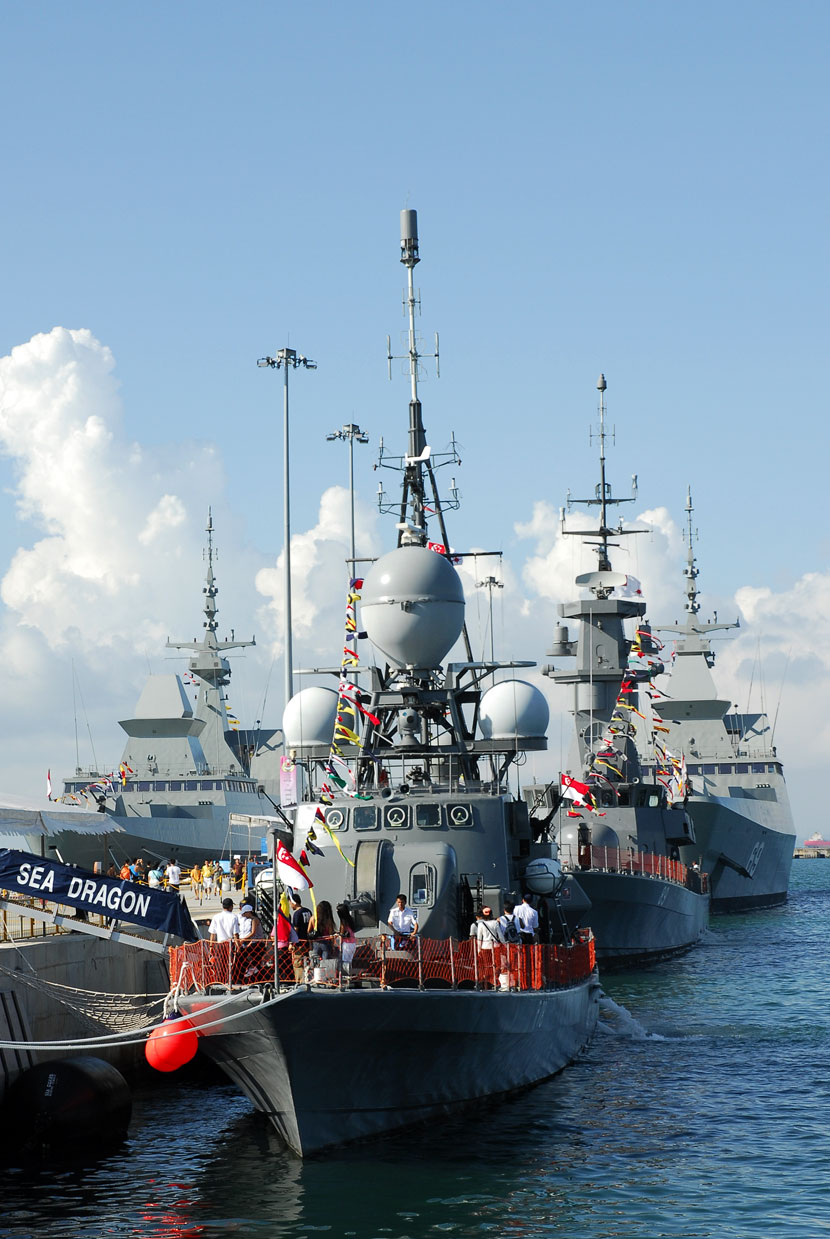
Seawolf-class
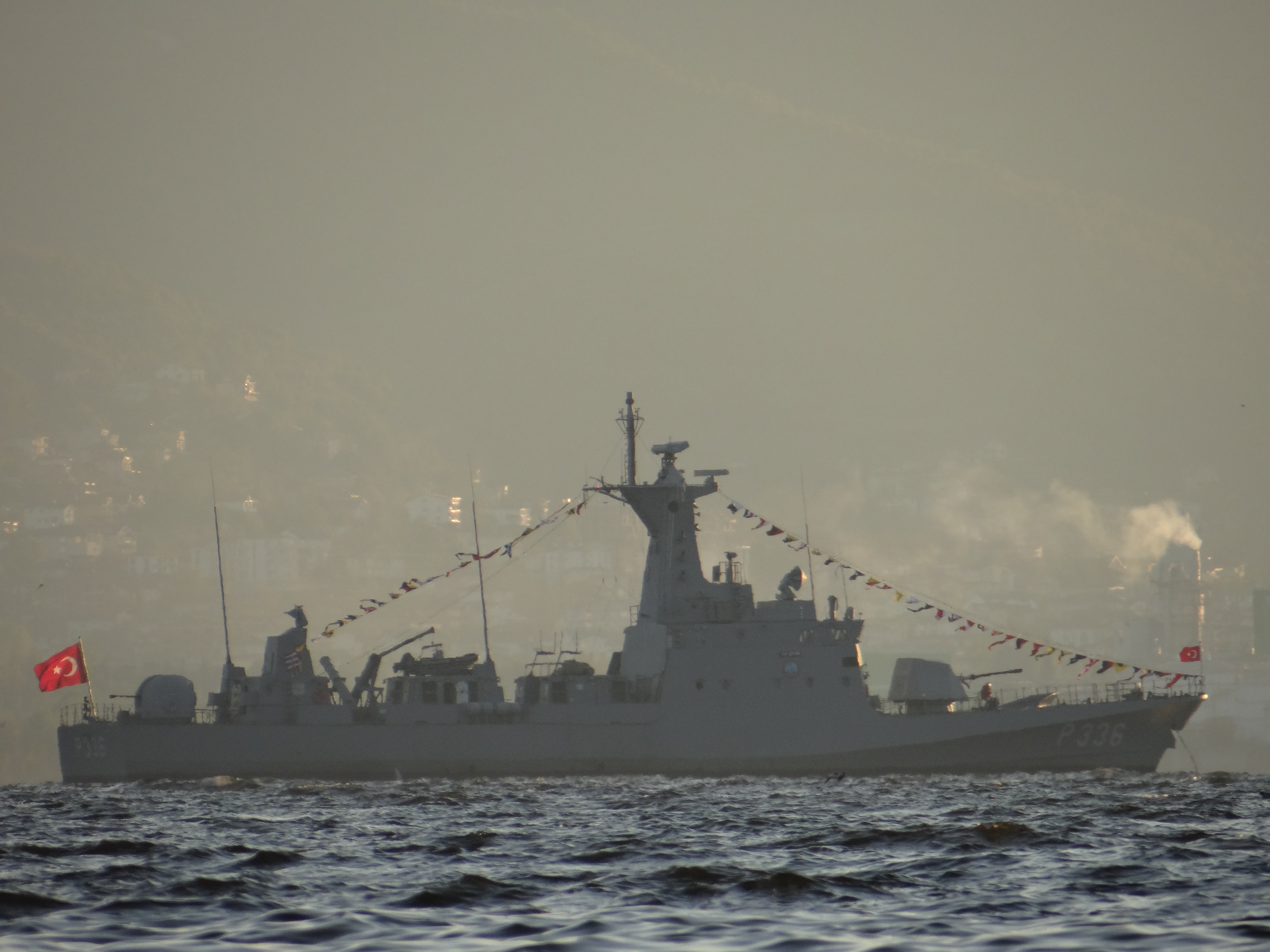
Kılıç class
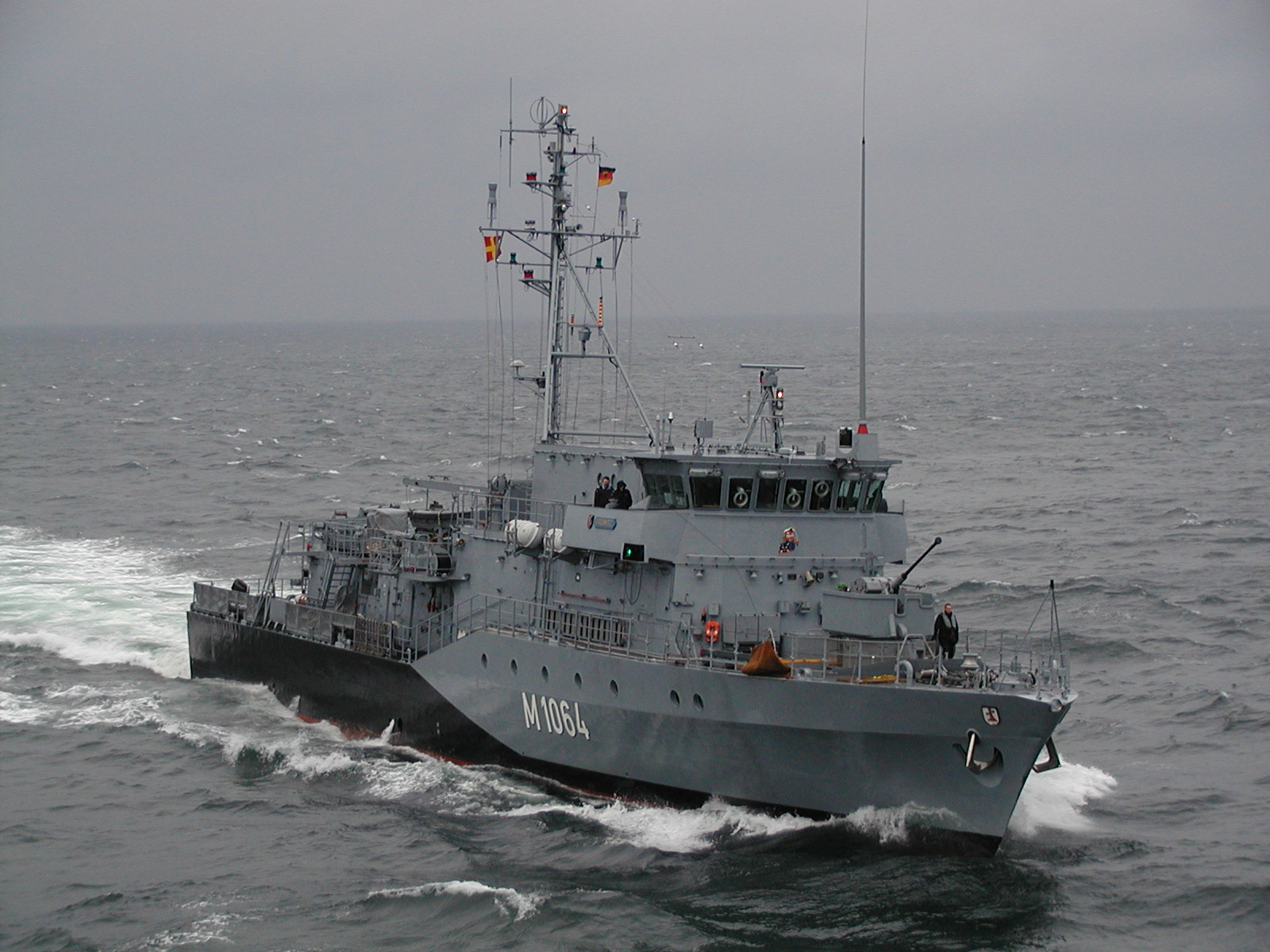
Frankenthal class
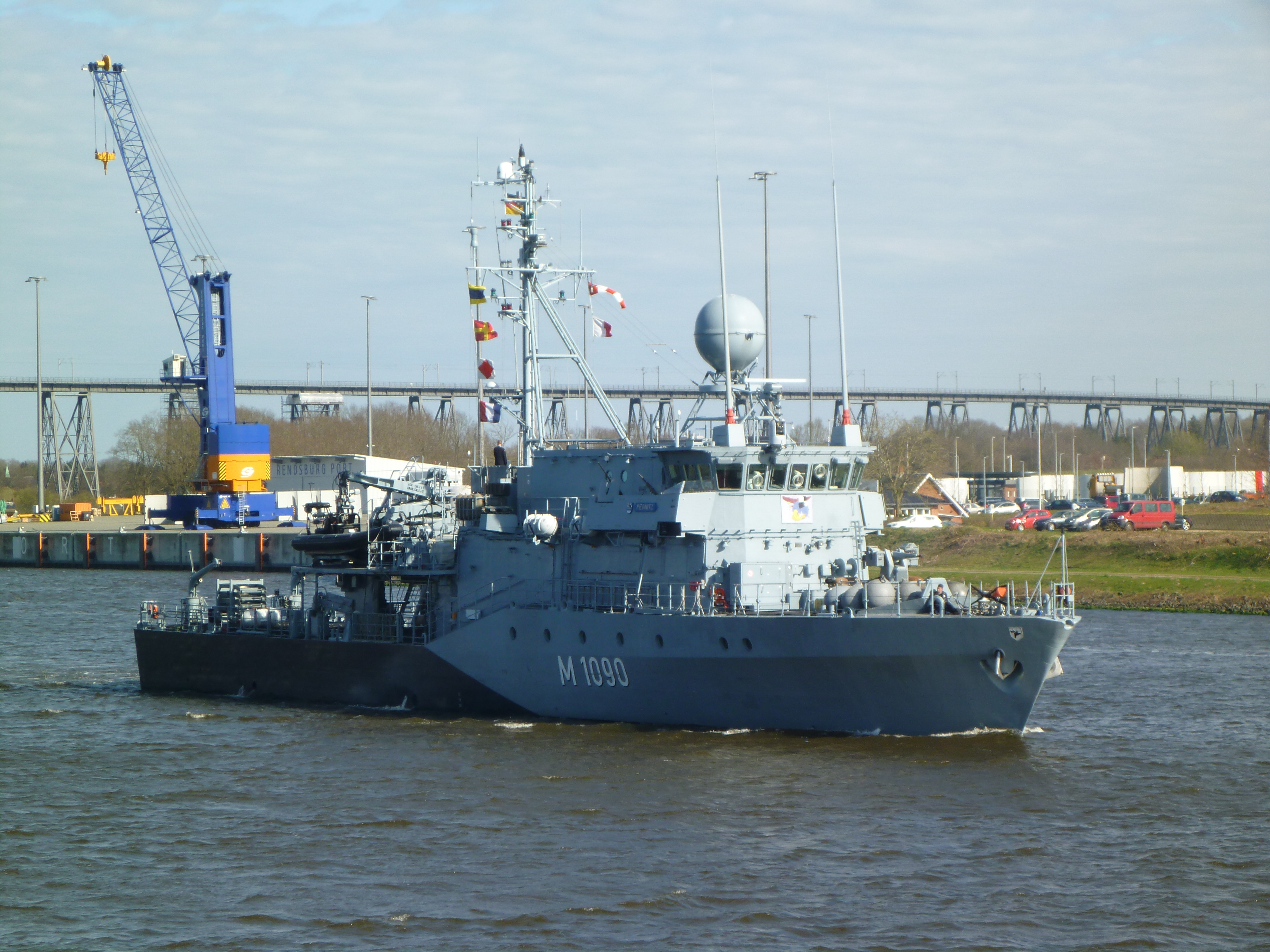
Ensdorf class
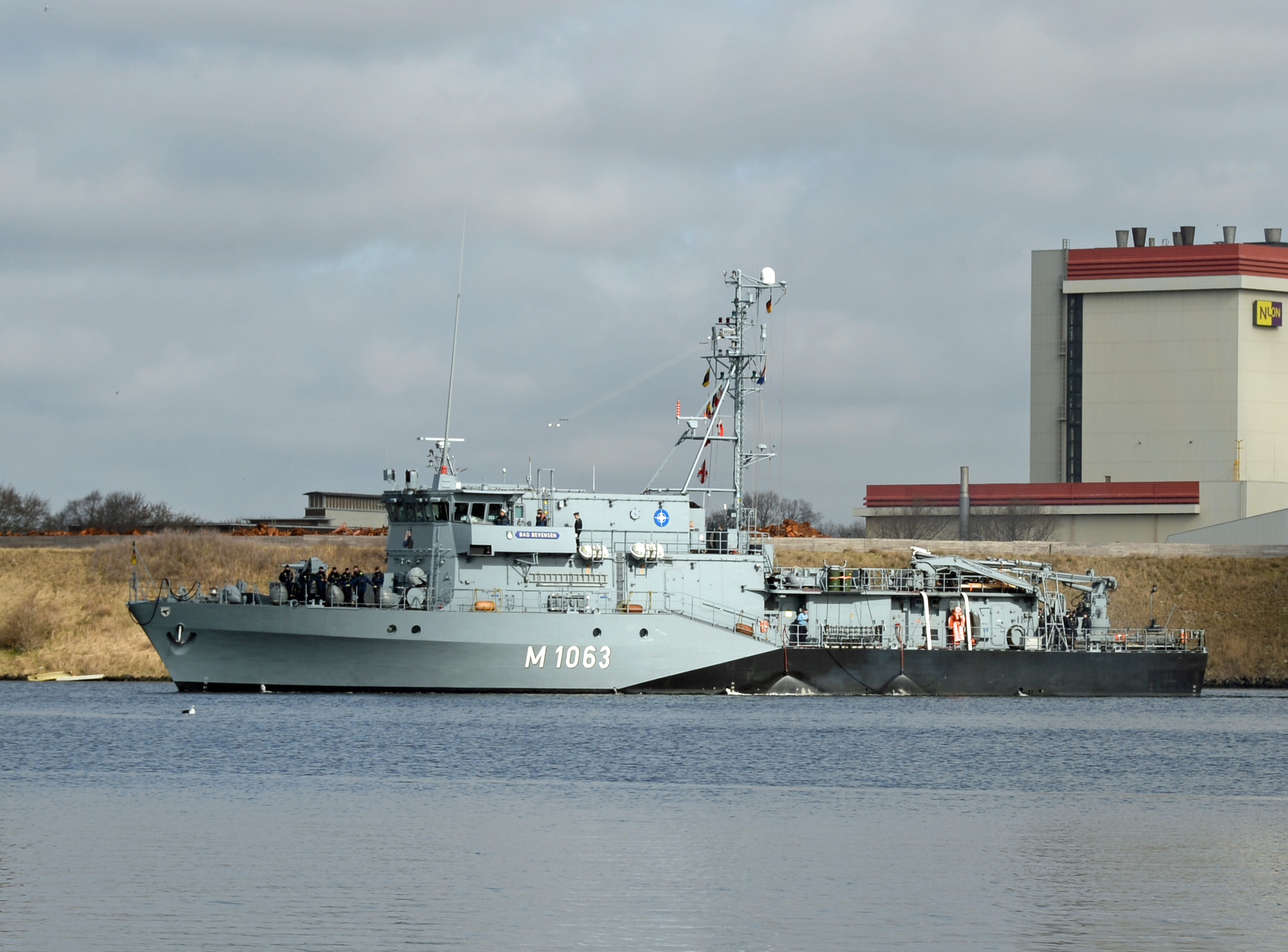
Frankenthal class